# Екваториален климат
 Тази статия е за климатичния тип според класификацията на Кьопен.  За типа според класификацията на Алисов вижте Екваториален пояс.  
Екваториалният климат е климатичен тип в класификацията на Кьопен, означаван със символа Af. За разлика от другите видове тропичен климат, при екваториалния валежите са относително равномерно разпределени, като през най-сухия месец количеството им е поне 60 mm. Освен това липсва голяма годишна температурна разлика, като средната температура се задържа над 20° през всички месеци.
Повечето територии с екваториален климат са в близост до екватора, до 5° ширина. В същото време не всички места на самия екватор имат екваториален климат, поради което той е наричан и климат на тропичните дъждовни гори. Сред областите с екваториален климат са Океания, Амазония и северозападната част на Южна Америка, централните части на Африка, Малайски архипелаг.
Екваториалният климат в системата на Кьопен до голяма степен, макар и не напълно, съвпада с екваториалния пояс в класификацията на Алисов.